# Geological Survey of South Australia
Der Geological Survey of South Australia (abgekürzt: GSSA), später auch Geological Survey Branch, ist eine geowissenschaftliche Behörde auf dem Territorium des australischen Bundesstaates South Australia. Sie untersteht der Abteilung Mineral Resources Division (deutsch etwa: Abteilung mineralische Rohstoffe) im Department of State Development (deutsch etwa: Ministerium für Landesentwicklung) von Südaustralien.

## Entwicklung
Die ersten geologischen Feldarbeiten in South Australia leistete der deutsche Mineraloge Johannes Menge (1788–1852) als Bergbau- und Steinbruchsagent im Auftrag der South Australian Company. Er erkundete nach seiner Ankunft im Januar 1837 die Potentiale von Kohlelagerstätten, zur Wassergewinnung, der Mineralvorkommen und zu Steinbruchsaktivitäten in dieser Kolonie. Weitere frühe geologischen Erkundungen erfolgten durch den vormaligen Goldkommissar Benjamin Herschel Babbage (1815–1878) und des Regierungsgeologen der Kolonie Victoria, Alfred Selwyn (1824–1902). Deren Arbeiten blieben jedoch über drei Jahrzehnte ohne Fortsetzung und damit unvollendet. Am 1. Dezember 1882 wurde unter der Leitung des Regierungsgeologen Henry Yorke Lyell Brown (1843–1928) der Geological Survey of South Australia gegründet. Zu den ersten Aufgaben zählten die administrative und wissenschaftliche Unterstützung der Bergbauunternehmen bei der Nutzung der hier vorkommenden Silber-, Blei- und Zinklagerstätten und die Sicherung des Wasserbedarfs in den bewohnten Arealen.
Im Jahr 1912 verschmolzen die Geological Survey of South Australia und das damalige, am 28. Februar 1894 gegründete Department of Mines zu einer regierungsamtlichen Stelle unter der Bezeichnung Department of Mines. Dadurch erhoffte man sich eine Belebung der ansässigen Montanindustrie. Mit Wirkung vom 1. Januar 1912 wurde der Geologe Keith Ward (1879–1964) als Regierungsgeologe eingesetzt und gelangte 1916 in die Funktion des Director of Mines und Inspector of Mines. Die Leitung der neuen Behörde wurde dieser Funktion 1917 übertragen.
Wenn auch die offizielle Bezeichnung der geowissenschaftlichen Regierungsstelle weiterhin mehrfach wechselte, hielt sich die Bezeichnung Geological Survey of South Australia im Sprachgebrauch über viele Jahrzehnte. Von 1977 bis 1993 existierte die Behörde unter der Bezeichnung South Australian Department of Mines and Energy (SADME), ab 1994 als Mines and Energy South Australia (MESA). Mit Wirkung vom 1. Oktober 1997 wurde die bis dahin als  Geological Survey Branch bezeichnete Abteilung in Division of Minerals and Energy Resources umbenannt und ging mit anderen Fachbereichen in das staatliche Unternehmen Primary Industries and Resources SA (PIRSA) mit Sitz in Adelaide ein. Dort wirkte sie unter dem Namen Mineral Resources Group (MRG) als staatliche Regulierungs-, Aufsichts- und Entwicklungsagentur. Inzwischen ist sie dem Ministerium für Landesentwicklung von South Australia unterstellt.
Die erste digitale geologische Karte aus der Arbeit dieser Institution wurde 1989 fertiggestellt. Dies betraf ein Areal auf den gedruckten 1:250.000-Kartenblättern Adelaide und Barker im Gebiet der Mount Lofty Ranges. Die Arbeiten zu diesem Digitalisierungsprojekt leiteten Wolfgang Preiss (Regional Geology Branch) und Bill Mitchell (Drafting Branch).

## Aufgaben
Die heutige Behörde Mineral Resources Group besitzt eine zentrale Funktion zur Förderung der Montanindustrie, der Lagerstättenerkundung mineralischer Rohstoffe und Gründung neuer Abbauunternehmen in South Australia.
Die einzelnen Aufgabenbereiche sind:
- Bergrechtliche Zuständigkeiten
- die Bereitstellung von rohstoffkundlichen und geowissenschaftlichen Daten
- die Entwicklung von Verfahren der Rohstofferkundung und ihrer Gewinnung
- die Ausgestaltung von Genehmigungsverfahren
- die Erarbeitung rechtlicher und politischer Rahmenbedingungen
- Einzug von bergrechtlichen Lizenzen und Gebühren.

Die Leitlinie seit der Gründung der Geological Survey of South Australia besteht in der Auffassung, dass von der Regierung die Gewinnung der Bodenschätze zum Vorteil der Kapitalanleger und einer breiten Öffentlichkeit zu erleichtern sei. Dieses Ziel soll durch eine Erkundung der geologischen und geophysikalischen Verhältnisse, der Aufbereitung aller diesbezüglichen Forschungsergebnisse, ihrer Publizierung durch Berichte, Monographien und Kartenmaterial erreicht werden. Ferner werden Datenspeicher angelegt, Servicedienstleistungen im fachlichen Zuständigkeitsbereich und Beratungsleistungen für die Regierung erbracht. Die Institution versteht sich als bestes Archiv der geowissenschaftlichen Kenntnis von South Australia.